# 羅緞

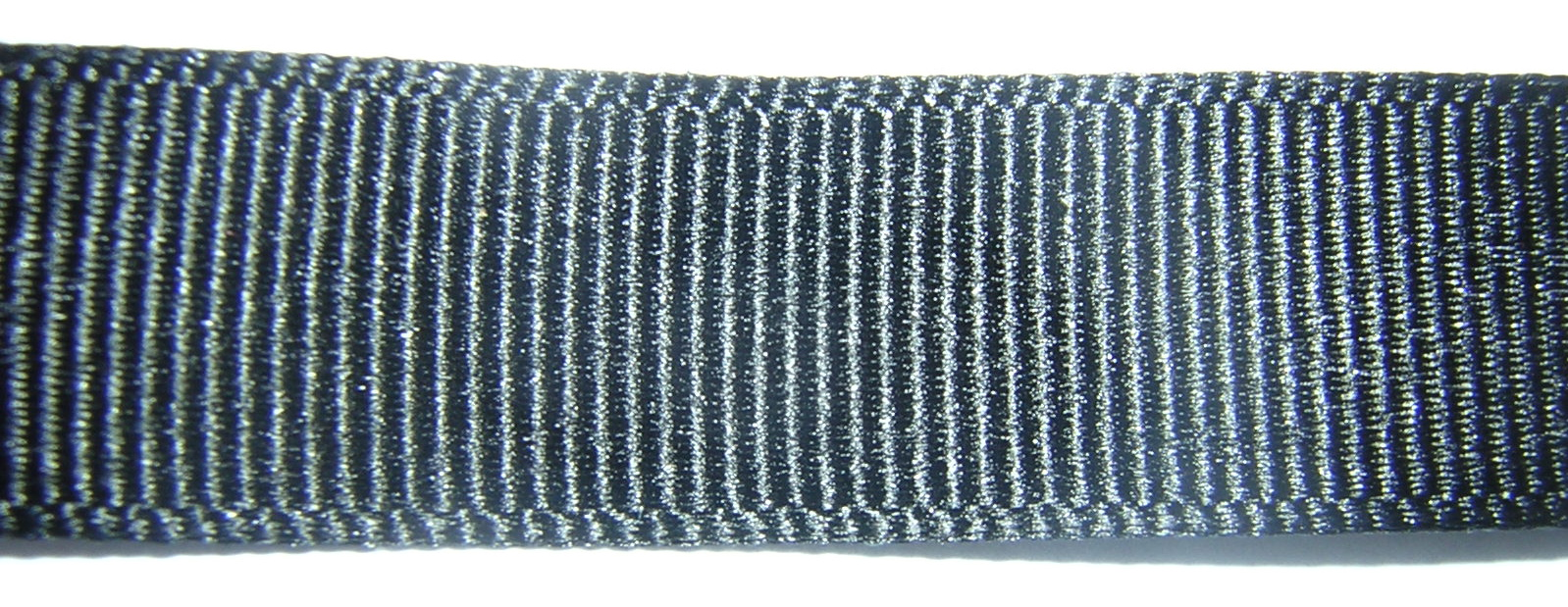
一段有著明顯棱紋的羅緞

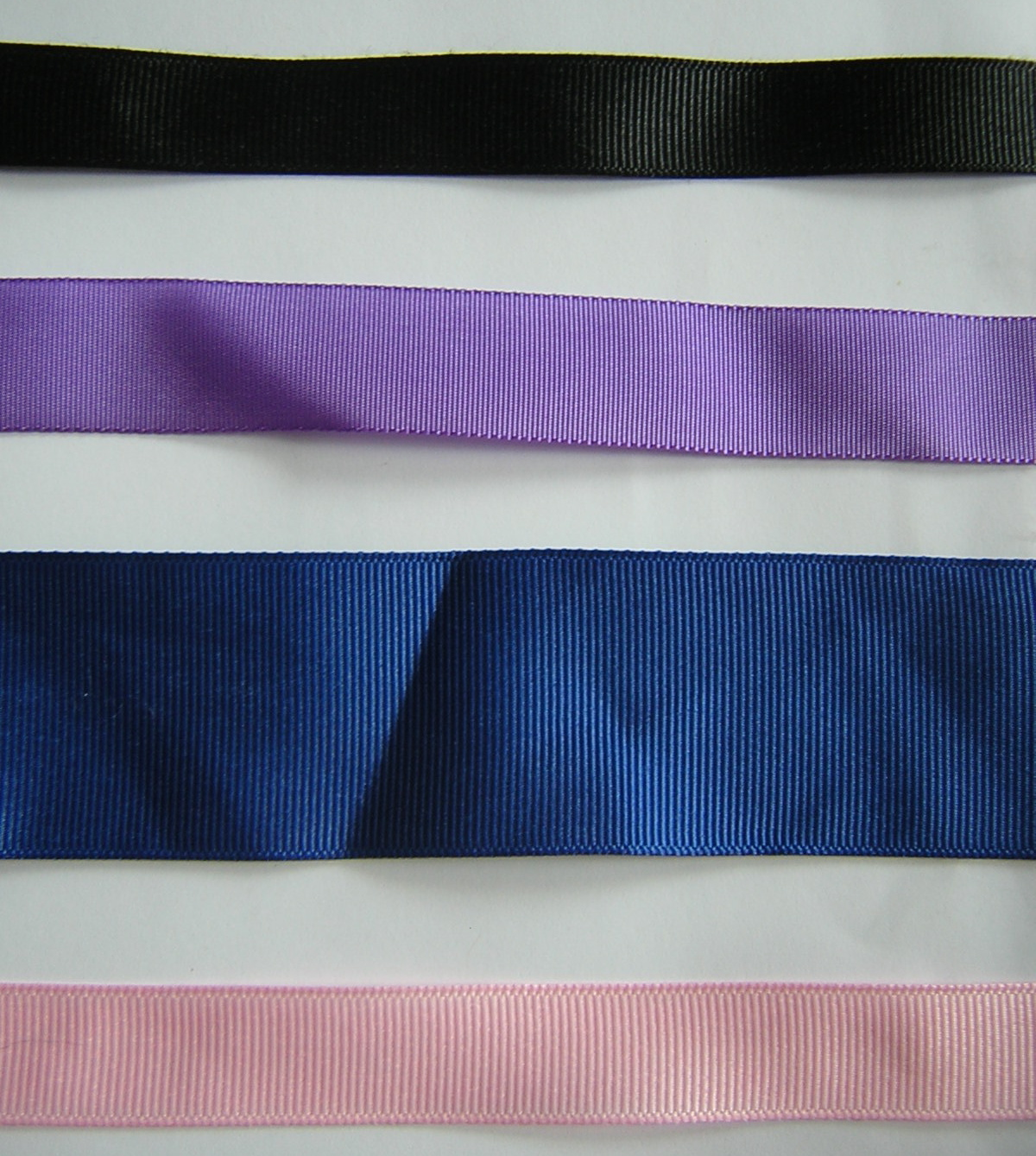
各色羅緞

羅緞是一種緯線比經線粗、因而顯示出棱紋的平紋織物， 它的表面不光滑，但是卻十分耐用。 黑色的羅緞最為常見，但也有其他顏色的羅緞。
羅緞可以用絲、羊毛、尼龍等各種材質織成， 也有混合各種次材料織成的羅緞。 它在17世紀時就廣泛運用與西方的各種衣物織造中了。